# جامعة أوروك

الشعار السابق

جامعة أوروك، هي إحدى أبرز المؤسسات الأكاديمية في العراق، تقع في قلب العاصمة بغداد، وتحديدًا في منطقة الكرادة على شارع 52، تضم الجامعة اثنتي عشرة كلية تغطي مجموعة واسعة من التخصصات العلمية والإنسانية.

## الأقسام
تضم الجامعة 6 كليات:
- كلية الصيدلة[2]
- كلية طب الأسنان،[3]
- كلية القانون[4]
- كلية الإدارة والاقتصاد[5]
  - قسم المحاسبة
  - قسم إدارة الأعمال
  - قسم العلوم المالية والمصرفية
- كلية التقنية الطبية والصحية[6]
  - قسم التحليلات الطبية
  - قسم تقنيات البصريات
  - قسم صناعة الاسنان
  - قسم تقنيات التخدير

- كلية الهندسة[7]
  - قسم الهندسة المعمارية
  - قسم الهندسة المدنية
  - قسم هندسة الاتصالات
- قسم تقنيات التصميم الداخلي
- قسم هندسة تقنيات الاجهزة الطبية